# Robe de cocktail

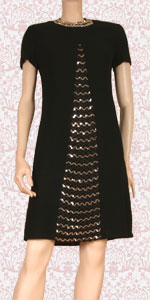
Robe de cocktail noire.

Une robe de cocktail est un vêtement féminin porté notamment lors de cocktail parties. Historiquement, la longueur d'une robe de cocktail est longue et touche le plus souvent le genou. La robe de cocktail se veut plus légère et affinée que la robe de soirée.
Des robes noires et courtes apparaissent dès 1918. Le concept de robe de cocktail se popularise dans les années 1920 lorsque les foyers les plus aisés s'adonnent aux soirées apéritifs. L'habit se situe donc entre la tenue formelle de la journée et la tenue de soirée. La première robe de cocktail est lancée dans les années 1920 par Coco Chanel et annoncée au public le 1er octobre 1926 aux États-Unis, mais Christian Dior est le premier à utiliser le terme de « robe de cocktail » pour décrire une robe de soirée à la fin des années 1940. La première création d'Yves Saint Laurent en 1954 est une robe de cocktail.
La robe de cocktail noire véhicule une « élégance intemporelle et une allure moderne ».